# Xã Ashland, Quận Cass, Illinois
Xã Ashland (tiếng Anh: Ashland Township) là một xã thuộc quận Cass, tiểu bang Illinois, Hoa Kỳ. Năm 2010, dân số của xã này là 1.398 người.